# Hắc ín

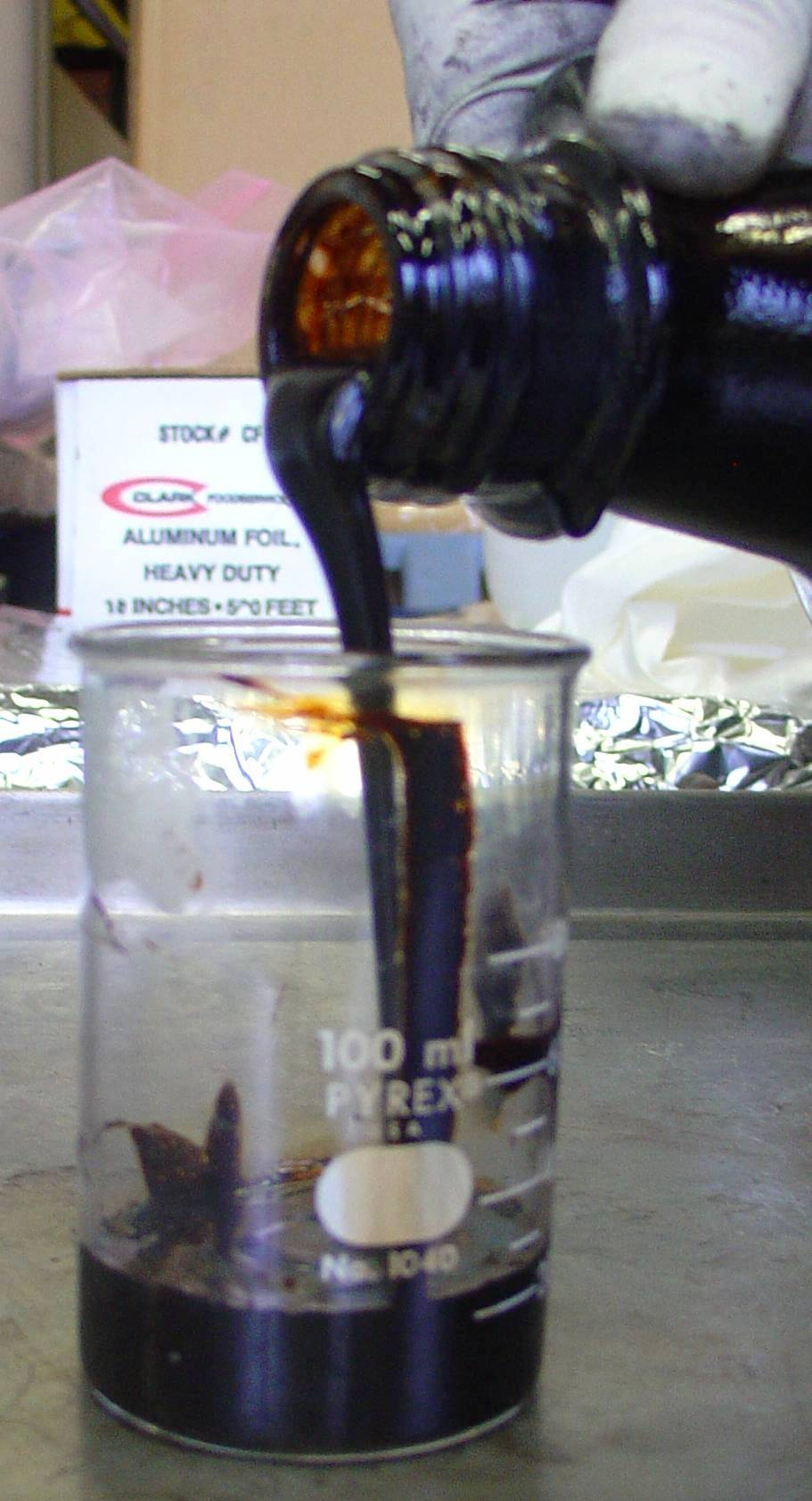
Hắc ín lỏng

Hắc ín, còn gọi là dầu hắc, là một chất lỏng nhớt màu đen thu được từ chưng cất có tính phá hủy cấu trúc của các chất hữu cơ. Phần lớn hắc ín thu được từ than như là sản phẩm phụ của việc sản xuất than cốc, nhưng nó cũng có thể được sản xuất từ dầu mỏ, than bùn hay gỗ. Các "mỏ hắc ín" tự nhiên (ví dụ mỏ hắc ín La Brea ở Los Angeles) trên thực tế là nhựa đường (asphalt), chứ không phải hắc ín, và nếu chính xác hơn phải gọi là mỏ nhựa đường. Trong tiếng Anh và tiếng Pháp, "hắc ín" mang nghĩa chủ yếu là các sản phẩm thu được từ than, nhưng ở Bắc Âu, nó chủ yếu là để gọi sản phẩm thu được từ chưng cất gỗ, được sử dụng để tạo mùi cho kẹo (cùng với một số hương liệu khác).
Hắc ín là thành phần quan trọng trong các loại đường được trải nhựa đầu tiên nhất. Nó cũng được sử dụng như là chất gắn cho các ván ốp trần và để xảm thân tàu thủy và thuyền. Nó cũng được sử dụng để chống thấm nước cho thuyền buồm, nhưng ngày nay các loại thuyền buồm được làm từ các chất tổng hợp có khả năng chống thấm nước tự nhiên đã làm mất đi nhu cầu xảm thuyền. Hắc ín, trong đó đáng ngạc nhiên là hắc ín từ dầu mỏ, là một trong các chất hiệu quả nhất được sử dụng trong điều trị bệnh vẩy nến. Hắc ín là một chất tẩy trùng và cũng được sử dụng với công dụng như vậy.
Hiện nay, hắc ín được chia thành 2 loại chính, bao gồm:
- Hắc ín Rangoon: Là loại dầu hắc ín tự nhiên thu được ở Rangoon - Myanmar bằng cách đào các giếng với độ sâu khoảng 18m xuống dưới lòng đất.
- Hắc ín gỗ: Là loại hắc in thu được từ quá trình sản xuất gỗ.
Hắc ín Rangoon là dầu hắc ín tự nhiên thu được ở Rangoon bằng cách đào các giếng sâu khoảng 18 m (60 ft) xuống dưới lòng đất. Các giếng này cung cấp khoảng 412.000 bơrin (khoảng 98 triệu lít) chất lỏng này mỗi năm.
Hắc ín từ gỗ vẫn còn được sử dụng để làm chất xảm các loại thuyền gỗ truyền thống và mái bằng ván ốp của các nhà thờ cũ. Hắc ín gỗ cũng có sẵn ở dạng hòa tan và gọi là nước hắc ín, nó được sử dụng để:
- Tạo hương vị cho các loại kẹo (ví dụ Terva Leijona) và rượu (Terva Viina)
- Dầu thơm cho các nhà tắm hơi
- Chất chống gàu trong dầu gội đầu
- Thành phần trong một số mỹ phẩm